# Hubert Walter (Anthropologe)
Hubert Walter (* 14. April 1930 in Berlin-Charlottenburg; † 6. Dezember 2008) war ein deutscher Professor für Anthropologie an der Universität Bremen.

## Leben
Nach dem Abitur 1950 in Einbeck studierte Walter an der Christian-Albrechts-Universität zu Kiel Anthropologie, Biologie, Vor- und Frühgeschichte sowie Psychologie. Er wurde 1953 mit einer Dissertation zum Thema Untersuchungen über die Erblichkeit der überdurchschnittlichen bzw. unterdurchschnittlichen Körperhöhe von Klein- und Schulkindern bei Hans Weinert zum Dr. rer. nat. promoviert. Nachfolgend übte er Assistententätigkeiten am Institut für Anthropologie der Universität Kiel und nachfolgend am Institut für Humangenetik der Universität Münster aus.
Walter wechselte 1958 als wissenschaftlicher Assistent zu Egon Freiherr von Eickstedt ans Institut für Anthropologie der Johannes Gutenberg-Universität Mainz. Dort habilitierte er sich 1962 mit der Arbeit Untersuchungen zur Sozialanthropologie der Ruhrbevölkerung. Nachfolgend wurde er an der Universität Mainz Privatdozent, vier Jahre später folgte zunächst die Ernennung zum außerplanmäßigen Professor, 1971 schließlich zum Wissenschaftlichen Rat und gleichzeitig zum Professor für Anthropologie.
In den Jahren 1972 und erneut 1982 wirkte er als Gastprofessor in Indien. Die Aufenthalte und weitere Reisen prägten ihn sehr und trugen zu seiner Aufgeschlossenheit gegenüber anderen Kulturkreisen bei, die durch seine zahlreichen Kontakte mit ausländischen Kollegen noch verstärkt wurde.
Den Ruf an die Universität Bremen folgte er 1974 und war dort bis zu seiner Emeritierung 1995 als Professor für Anthropologie und Humanbiologie wesentlich am Aufbau des Fachbereichs beteiligt.
Er wohnte in Bremen-Schönebeck.

## Wirken
Walter beschäftigte sich hauptsächlich mit Populationsgenetik, Serologie, allgemeinen Anthropologie und Bevölkerungsbiologie, aber auch mit der Sozialanthropologie und Wissenschaftsgeschichte.
Von 1977 bis 2008 war er Mitherausgeber der Publikation Anthropologischer Anzeiger.

## Ehrungen
Hubert Walter erhielt folgende Ehrungen und Auszeichnungen:
- 1982: Foreign Fellowship der Indian Anthropological Association (Indien)
- 1990: Lajos-Bartucz-Plakette der József-Attila-Universität in Szeged (Ungarn)
- 1991: Ehrenmitgliedschaft der Slowakischen Gesellschaft für Anthropologie
- 1993: Thomas-Nelson-Annandale-Medaille der Asiatic Society in Calcutta (Indien)
- 1994: Goldmedaille der Comenius-Universität in Bratislava (Slowakei)
- 1998: Ehrendoktorwürde der Universität Athen (Griechenland)
- 2005: Ehrenmitglied der Deutschen Gesellschaft für Anthropologie

## Veröffentlichungen (Auswahl)
- Untersuchungen zur Sozialanthropologie der Ruhrbevölkerung. Aschendorff, Münster/Westfalen 1962. DNB 455363315
- mit Ilse Schwidetzky: Untersuchungen zur anthropologischen Gliederung Westfalens. Achersdorff, Münster/Westfalen 1967.[3]
- Grundriss der Anthropologie. BLV-Verlagsgesellschaft, München, Basel, Wien 1970. DNB 458570559
- mit Heidi Danker-Hopfe, Mohinder Kumar Bhasin: Anthropologie Indiens : Untersuchungen zur genetischen Variabilität der Bevölkerung Indiens mit besonderer Berücksichtigung ihrer regionalen, ethno-sozialen und sprachlichen Gliederung. G. Fischer, Stuttgart, New York 1991. DNB 910497362
- Populationsgenetik der Blutgruppensysteme des Menschen. E. Schweizerbart’sche Verlagsbuchhandlung, Stuttgart 1998.[2]